# Kanonýr Jabůrek
Kanonýr Jabůrek (alternativně též jako Tam u Králového Hradce či Udatný rek kanonýr Jabůrek) je česká protiválečná píseň od neznámého autora, poprvé publikovaná roku 1884 parodující tradiční kramářské písně. Na příběhu fiktivního vojáka rakouské armády je zesměšňována dobová válečná propaganda, která fabrikovala příběhy o hrdinství a loajalitě vojáků.

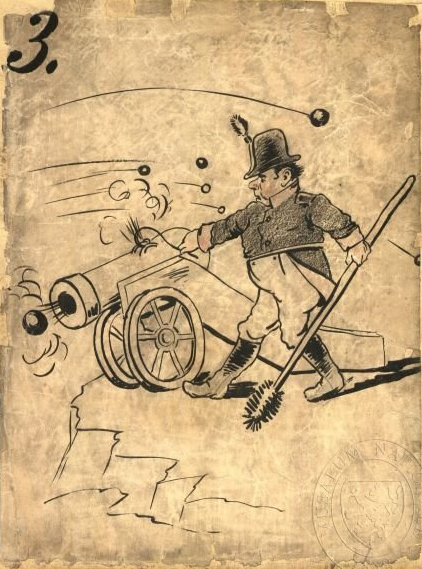
Udatný rek kanonýr Jabůrek (ilustrace z roku 1884)

Píseň pojednává o rakouském dělostřelci (feuerwerkrovi) Franzi Jabůrkovi v bitvě u Hradce Králové a zveličeně líčí jeho neohroženost a bojové úspěchy, například rozbití (či pobití) celého nepřátelského pluku. Jabůrek pokračuje ve vedení bojové činnosti u svého kanónu i poté, co se stane terčem všech děl protivníka a pruské dělové koule mu způsobují postupně stále drastičtější zranění, včetně ztráty obou rukou. Poté, co mu další zásah utrhne hlavu, ta se stále hlásí svému generálovi a omlouvá se, že nemůže salutovat. Za své činy je nakonec povýšen do šlechtického stavu s titulem Edler von die Jaburek.

## Text
1. Tam u Královýho Hradce, lítaly tam koule prudce
z kanónů a flintiček do ubohých lidiček.
R: A u kanónu stál a pořád ládo-, ládo-, ládo-,
u kanónu stál a furt jen ládoval.
2. Kmáni, šarže, oficíři, kobyly i kanonýři
po zemí se válejí, rány je moc pálejí.
R: A u kanónu stál...
3. Vzdor hroznému dešti kulek feuerwerker Franz Jabůrek
s luntem u kanónu stál a pánvičku pucoval.
R: A u kanónu stál...
4. Vytřel ho po každé ráně a už zase házel na ně
dvoucentové kuličky, na ubohé Prajzíčky.
R: A u kanónu stál...
5. Po každém vždy vypálení slyšet bylo nadávání:
"Jabůrku, ty raubíři! Hele jak na nás míří!"
R: A u kanónu stál...
6. Když to slyšel pan jenerál, vína připití mu hned dal
řka: "Můj milý Jabůrku, zde máš moji čutorku."
R: A u kanónu stál...
7. Jabůrek neliž ní kapky řka: "Nedělaj si oušlapky
se mnou, pane jenerál, a nechaj mě střílet dál."
R: A u kanónu stál...
8. A už střílel jako blázen, Prajzi měli horkou lázeň;
celej rozbil regiment, Jabůrek, ten saprment.
R: A u kanónu stál...
9. V tom ho zahlíd kronprinc Friedrich: "Herrje den Kerl erschieß ich!"
A už hází, potvůrka, rachejtle na Jabůrka.
R: A u kanónu stál...
10. A hned prajzští kanonýři na Jabůrka všichni míří,
každý chce ho trefiti, princi se zavděčiti.
R: A u kanónu stál...
11. První kartáč, můj ty smutku, vjel mu hubou do žaludku,
on však honem ho vyndal a už zase střílel dál.
R: A u kanónu stál...
12. Praskla puma velmi prudce, utrhla mu obě ruce;
on rychle boty sundal a nohama ládoval.
R: A u kanónu stál...
13. Vtom jeden prajzskej frajvilik šrapnelem hlavu mu ufik;
ač už na to neviděl, na Prajzy přeci střílel.
R: A u kanónu stál...
14. Jabůrkovi letí hlava zrovna kolem jenerála 
a křičí: "Já melduju, že salutovat nemohu."
R: A u kanónu stál...
15. Když však pum a kulek více trefilo ho do munice,
tu se teprv toho lek a s kanónem pryč utek.
R: A u kanónu stál...
16. A že zachránil ten kánon, do šlechtického stavu on
povýšen za ten skutek, Edler von den Jabůrek.
R: A u kanónu stál...
17. Děj mu Pán Bůh věčnou slávu, "von" má, ale nemá hlavu;
nedělá si z toho nic, bezhlavých "von" je prej víc.
R: A u kanónu stál...

## Zajímavosti
Píseň není založena na skutečných událostech, ačkoliv v 19. století existovaly novinové zprávy a legendy o podobných typech heroismu. Jistý dělostřelec Jabůrek sice existoval a byl zřejmě chválen za své bojové zásluhy, ale bitvy u Sadové u Hradce Králové se neúčastnil.
Kanonýr Jabůrek je také hlavní postavou satirické rozhlasové hry rakouského dramatika Franze Hiesela.
V Sadové u Hradce Králové existuje hostinec U Kanonýra Jabůrka.